# جغرافيا سلوكية
قبل أكثر من ستّة قرون؛ قال ابن خلدون في مقدّمته المشهورة: «الإنسان مدنيٌّ بطبعه». والآن وفي مطلع الألفيّة الثالثة؛ فإنّني أقول: (الإنسان جغرافيٌّ بطبعه).
لم يظهر الاهتمام بموضوع الجغرافيا السلوكيّة (Behavioral Geography) إلّا بعد ستّينيّات القرن الماضي، حيث كانت أحد أضلع مثلّث الثورات الثلاث في الجغرافيا التي ظهرت في ذلك الوقت (الثورة السلوكية، والكمية، والنظرية)، وقد نشأت كردّة فعل قوية للثورة الكمّيّة في الجغرافيا بسبب اهتمامها بالجانب المادّي فقط وإهمال الجانب السلوكي للانسان، مما دفع الباحثون إلى تطويرها بعد استياءهم من حتمية الثورة الكمّيّة البحتة في دراساتهم الجغرافيّة، وإهمال دور وسلوك الإنسان في الجغرافيا، ولذلك يعدّ هذا الموضوع من المواضيع الحديثة نسبياً في الجغرافيا.
كتعريف مناسب نستطيع القول أنَّ الجغرافيا السلوكيّة هي التي تبحث وتدرس سلوكيّات وتصرّفات الناس والمجتمعات في حيّز جغرافي معيّن، وهناك بلا شكّ مؤثّرات في ذلك السلوك مثل طبيعة وخصائص الموقع الجغرافي الطبيعي الذي يوجد فيه الفرد، وعلاقات الجماعات مع الآخرين وطرق التواصل والتعايش أو الاندماج بينهم، ومدى تقبّل كل فرد للآخر. كما أنَّ الجغرافيا السلوكيّة لم تنفرد بنفسها ولم تنعزل عن العلوم الأخرى، فقد سعت إلى الاهتمام والبحث والمقاربة مع علوم أخرى كالفيزياء والاقتصاد والإيديولوجيا والفلسفة والاجتماع كمحددات وعوامل وأسباب تؤثّر في السوك البشري داخل الحيّز الجغرافي. وحقيقة أنَّ سلوك الإنسان -في أغلب الأحيان- لا يعبّر ولا يعكس الفكر البشري ولا التصوّرات الذهنيّة والعقليّة التي يحملها الفرد داخل عقله، فظاهريّاً قد يتصرّف أمامك شخص ما بتصرّف يختلف تماماً عمّا هو مرسوم في فكره وصورته العقلية، أو قد يبدي شخصٌ ما احترامه وتقديره لك ومبادلته أطراف الحديث بكل سعادة وسرور، ولكنّه فكريّا يكنُّ لك كل مظاهر العدائيّة والبغض والكراهية والانتقام، فدائماً ما يختلف المظهر عن الجوهر، ويجب الأخذ في الاعتبار دائماً بأنَّ فهم فكر الناس أهمّ من ملاحظة سلوكهم فقط. ولعل من أفضل الكتب وأميزها في مجال الحديث عن الفكر الوسلوك الإنساني هو كتاب «جغرافية الفكر» لعالم النفس الثقافي (د. ريتشارد إي. نيسبيت) والذي يتحدّث ويناقش كيف يفكّر الغربيّون والآسيويون على نحو مختلف.. ولمذا؟؟ كما يوضّح ويفسّر العلاقة بين طرق التفكير والسلوك الإنساني، وغيرها العديد من المقارنات والمقاربات حول هذا الموضوع.
في إحدى محاضرات الماجستير بقسم الجغرافيا في جامعة السلطان قابوس؛ ضرب لنا زميلنا (عبد الله الهاشمي) مثالاً حيّاً وواقعيّاً حول هذا الموضوع بقوله: «قبل عدّة سنوات؛ قمنا بأخذ مجموعة من الطلاب من إحدى مدارس سمائل إلى مسقط لزيارة (السيب سيتي سنتر)، وقد لاحظنا أخذ بعض الطلّاب لمجموعة من الأكياس في أيديهم، وعند وصولنا للمركز التجاري؛ فقد قام أغلب الطلّاب بتغيير ملابسهم –الدشداشة العمانيّة والكمّة- وقاموا بلبس القميص والجينز والشورت والجاكيت بحجّة أنّهم سيدخلون إلى ذلك المركز التجاري». أمّا دكتور الجغرافيا البشرية بقسم الجغرافيا (منتصر عبد الغني) فقد قال: «من المستحيل أن تجلس فتاة في سوق الخوض التجاري في مقهى يرتاده الرجال لشرب الشاي، ولكنّك بعد عدّة دقائق فمن السهل جدّاً أن تجدها في (ستاربوكس في الموج) أو (سكند كب في سيتي سنتر) لشرب القهوة وبجوارها طاولة مليئة بالرجال بغضّ النظر عن جنسيّتهم». ولسنا في هنا صدد الحديث أو التقليل من أخلاق وقيم فرد معين أو فتاة معينّة، ولكننا نناقش في المقام الأوّل قضيّة علميّة جغرافيّة ثقافيّة واجتماعيّة كوّنت لها صدى كبير في الآونة الأخيرة وهي قضيّة السلوك الجغرافي الإنساني.
ومن خلال هذين المثالين نخلص إلى نتيجة هامّة للغاية وهي: (تغيّر الحيّز الجغرافي المكاني يؤدّي إلى تغيّر السلوك البشري، وإن كان في نفس الحدود الإدارية والسياسية لذات الدولة).
والسلوك الإنساني في كلّ حيّز جغرافي ما هو إلا انعكاس ناتج عن ردّة فعل طبيعي لما يحيط بالإنسان من ظواهر طبيعيّة وبشرية وفي ظروف مختلفة، ويتغيّر ذلك السلوك البشري باستمرار بتغيّر الظروف المحيطة والمؤثّرات الجانبية والزمان والمكان. وعند دراسة بعض الجغرافيون للسلوك الإنساني؛ فإن ذلك السلوك ما هو إلا ردّة فعل المبحوث (Emic) اتجاه الباحث (Etic) في ظروف محيطة بهما، فسلوكي شخصياً يختلف عندما أكون في مكان رسمي عن كوني في مقهى لشرب الشاي، وردّة فعلي لباحث عماني قد تختلف عن ردّة فعلي واستجابتي لباحث أجنبي يسألني في ذات الموضوع، وردّة فعلي اتّجاه باحث رسمي تختلف عن ردّة فعلي مع شخص من عامّة الناس وهكذا هو السلوك الإنساني المتغيّر. ولذلك نخلص إلى القول بأنّه: (ليست هناك حقائق مطلقة في العلوم الاجتماعيّة والإنسانيّة أبداً).
لا يقتصر تأثّر الجغرافيا السلوكية بالظواهر الجغرافية الطبيعيّة والبشريّة فقط؛ وإنّما ترتبط أيضاً ارتباطاً مباشراً بالعلوم الأخرى، فانخفاض مستوى الاقتصاد في مكان ما يؤدّي إلى تغيّر سلوكيات الناس في الأسواق وانخفاض مستوى الانفاق ونوعية السلع التي يتمّ شراؤها. وتغيّر القوانين السياسية لبلدٍ ما يؤدّي إلى تغيّر سلوكيات وكتابات الشعب داخل ذلك البلد، وخاصةً في أحداث التوتّرات السياسية أو الكبت السياسي.
نعود مرّة أخرى لابن خلدون -المؤسس الرئيسي لعلم الاجتماع البشري- وما ذكره من أمثلة في مقدّمته حول أثر الجغرافيا في السلوك البشري فقال:
«للهواء والجغرافيا تأثير مباشر على سلوك الشعوب؛ فشعب السودان أكثر فرحاً ورقصاً وطرباً وطيشاً بسبب الهواء الحارّ الذي يدخل إلى رئاتهم فيسبّب لهم الراحة والانشراح. بينما أهل فارس في المغرب لوقوعها على براد ومنطقة تساقط للثلوج في الشتاء فإنّ أهلها يكونون مطرقين إلى الحزن والضيق»
كما قال أيضاً: «من يعيش في القفار هم أذكى وأبهى وأجمل ممن يعشيون في التلال، فرغد العيش في التلال أوجد بيئة خصبة أدّت إلى تنوّع الأغذية وبالتالي أوجدت أمراضاً في أجسادهم».
أمّا الفيسلسوف الفرنسي (مونتسكيو) فقد ابتكر نموذجاً جغرافياً سياسياً جديداً فقال: «إنَّ الديموقراطيّة والحريّة تتزايد بالبعد عن خط الاستواء كنتيجة طبيعيّة لانخفاض درجة الحرارة بالبعد عنه، وعليه فإنَّ المناخات الدفيئة هي قرينة الحكم الإستبدادي، والمناخات الباردة هي قرينة الحرية والعدل».
وأمّا عن علاقة الجغرافيا مع التخصصات الجديدة، فقد حاولت الجغرافيا أن تكون ذات علاقة قوية مع العلوم الأخرى والتي يمكن الانتفاع من نظرياتها ومناهجها وأساليبها في دراسة الجغرافيا السلوكية البشرية، ومنها علم النفس، وعلم الاجتماع، وعلم الاقتصاد، وعلم التسويق، وعلم السكان، ولذلك لمحاولة الوصول إلى أقرب وأفضل فهم للسلوك الإنساني، وعلاقتة ذلك السلوك بالحيّز الجغرافي الذي يشغله.